# Янко Кеновски
Янко Велев Кеновски революционер, кичевски войвода на Вътрешната македоно-одринска революционна организация.

## Биография
Кеновски е роден в 1864 година в Галичник, Реканско, в Османската империя, днес Северна Македония. Остава без образование и работи като млекар. В 1902 година заминава на гурбет в Пловдив, България, откъдето се прехвърля в Гърция. Там образува чета, с която навлиза в Македония и действа в Кичевско. През Илинденско-Преображенското въстание през лятото на 1903 година взима участия в сраженията в Горна и Долна Копачка.
Умира на 10 февруари 1932 година в София.